# Ganesh Shah
Ganesh Shah est un homme politique népalais, cadre dirigeant du Parti communiste du Népal (uni) (ou PCN-Uni).
Le 15 janvier 2007, il devient membre du Parlement intérimaire, qui siègera jusqu'à sa dissolution pour faire place à l'Assemblée constituante. La même année, il quitte le Parti communiste du Népal (marxiste uni), pour fonder le Parti communiste du Népal (uni), formation strictement homonyme d'un autre PCN-Uni ayant existé de 1991 à 2005. Avec le titre de secrétaire général, il forme avec Chandra Dev Joshi, président du nouveau parti, le noyau dirigeant.
Le 31 août 2008, dans le cadre du programme minimal commun (en anglais : Common Minimum Programme ou CMP) de gouvernement entre les maoïstes, les marxistes-léninistes et le Forum, il est nommé ministre de la Science et de la Technologie dans le gouvernement dirigé par Pushpa Kamal Dahal (alias « Prachanda »), lors de la seconde série de nominations et reçoit ses pouvoirs du Premier ministre, en présence du président de la République, Ram Baran Yadav.
Contrairement à la plupart des autres membres du cabinet, il ne figure pas parmi les députés élus à l'Assemblée constituante le 10 avril 2008, ni parmi les 26 députés nommés ultérieurement par le cabinet intérimaire de Girija Prasad Koirala.
Il succède dans ses fonctions à Farmulla Mansoor, membre du Congrès népalais, qui occupait le 6e rang protocolaire dans le cabinet intérimaire de Girija Prasad Koirala, alors que lui-même est placé au 24e et dernier rang parmi les ministres de plein exercice du cabinet de Pushpa Kamal Dahal.